# Raynald Droz

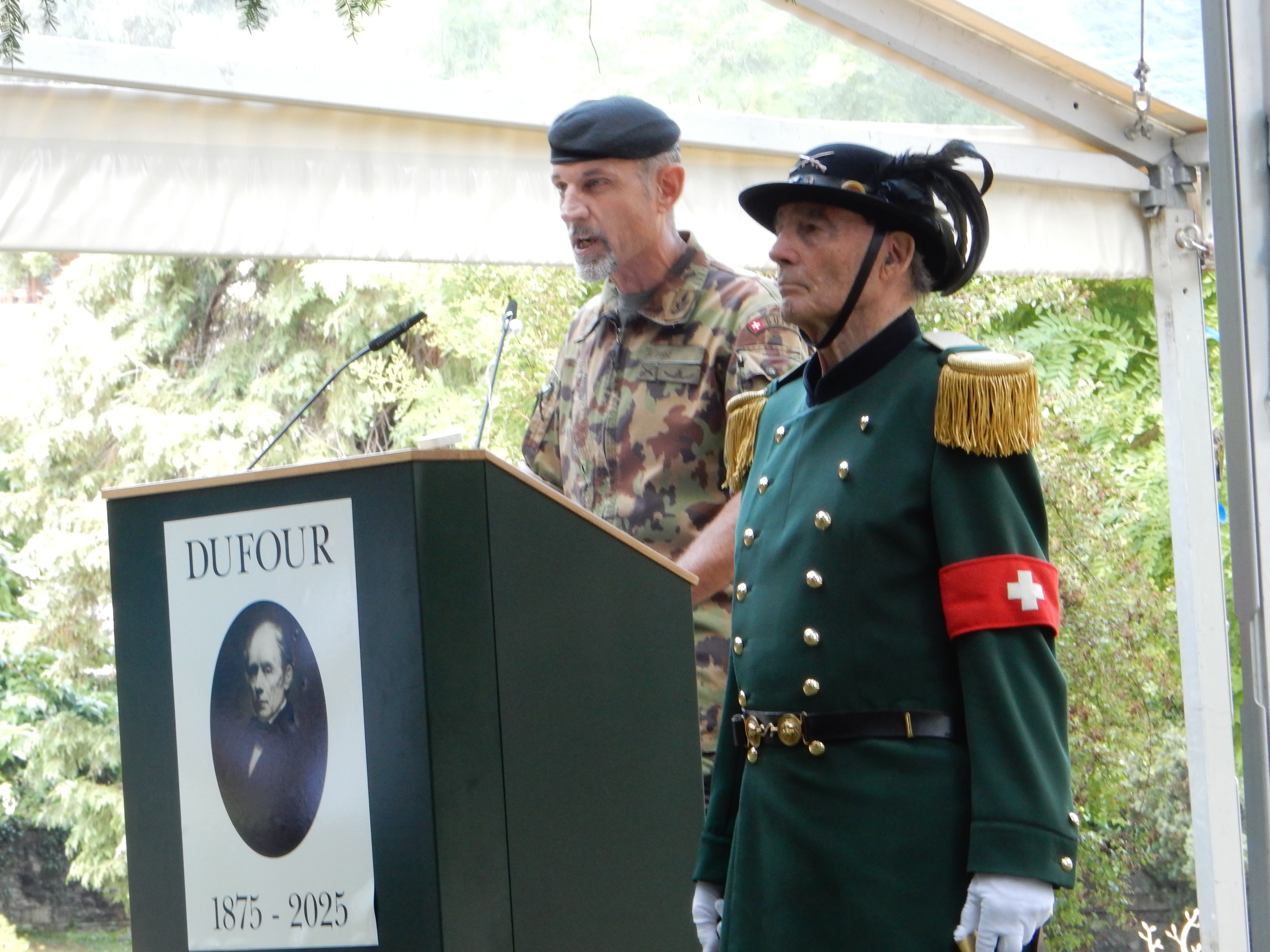
Raynal Droz (links) bei einer Gedenkfeier für General Dufour (2025)

Raynald Droz (* 8. Oktober 1965 in Estavayer-le-Lac) ist ein Divisionär der Schweizer Armee. Seit Januar 2025 führt er die Territorialdivision 1.

## Leben
Aufgewachsen ist Droz in der Westschweiz und in Italien. Wie sein Grossvater absolvierte er die Ausbildung zum zivilen nautischen Offizier und arbeitete als solcher auf Hochseeschiffen.
Dann wurde er Berufsoffizier und arbeitete als Einheitsinstruktor, später war er als Kommandant Stellvertreter in der Artillerie tätig. Im Jahr 2003 schloss er ein Studium als Master of Defense Administration an der Cranfield University in Shrivenham ab. Darauf stieg Droz zum Zugeteilten Stabsoffizier des Chefs der Armee und später zum Stabschef Chef der Armee auf. Im Februar 2019 wurde er zum Stabschef des Kommandos Operationen ernannt und erlangte in dieser Funktion im Frühjahr 2020 während der COVID-19-Pandemie schweizweit Bekanntheit durch seine Präsenz in den Schweizer Medien als Teilnehmer regelmässiger Points de Presse. Ab 2022 war er Chef der Militärpolizei, bevor der Bundesrat Droz per 1. Januar 2025 zum Kommandanten der Territorialdivision 1 ernannte und ihn gleichzeitig zum Divisionär beförderte.
Droz ist verheiratet, Vater von zwei Kindern und lebt in Estavayer-le-Lac im Kanton Freiburg. In seiner Freizeit trainiert er regelmässig für Triathlon.